# Papantla de Olarte
Papantla de Olarte är en stad i Mexiko.   Den ligger i kommunen Papantla och delstaten Veracruz, i den sydöstra delen av landet, 220 km nordost om huvudstaden Mexico City. Papantla de Olarte ligger 184 meter över havet och antalet invånare är 47 958.
Terrängen runt Papantla de Olarte är huvudsakligen platt, men åt sydost är den kuperad. Runt Papantla de Olarte är det ganska tätbefolkat, med 179 invånare per kvadratkilometer. Närmaste större samhälle är Poza Rica de Hidalgo, 17,0 km nordväst om Papantla de Olarte. Trakten runt Papantla de Olarte består till största delen av jordbruksmark.